# Ун-Нюрымшомаёган
Ун-Нюрымшомаёган (устар. Ун-Неру-Шом-Юган) — река в Шурышкарском районе Ямало-Ненецкого АО. Правая составляющая реки Айёган. Длина реки составляет 89 км. Высота устья — 31 м над уровнем моря.
Два заметных притока, оба левые: Малсоим и Лунгсоим.

## Данные водного реестра
По данным государственного водного реестра России относится к Нижнеобскому бассейновому округу, водохозяйственный участок реки — Обь от впадения реки Северная Сосьва до города Салехард, речной подбассейн реки — бассейны притоков Оби ниже впадения Северной Сосьвы. Речной бассейн реки — (Нижняя) Обь от впадения Иртыша.
По данным геоинформационной системы водохозяйственного районирования территории РФ, подготовленной Федеральным агентством водных ресурсов: